# Slagnes

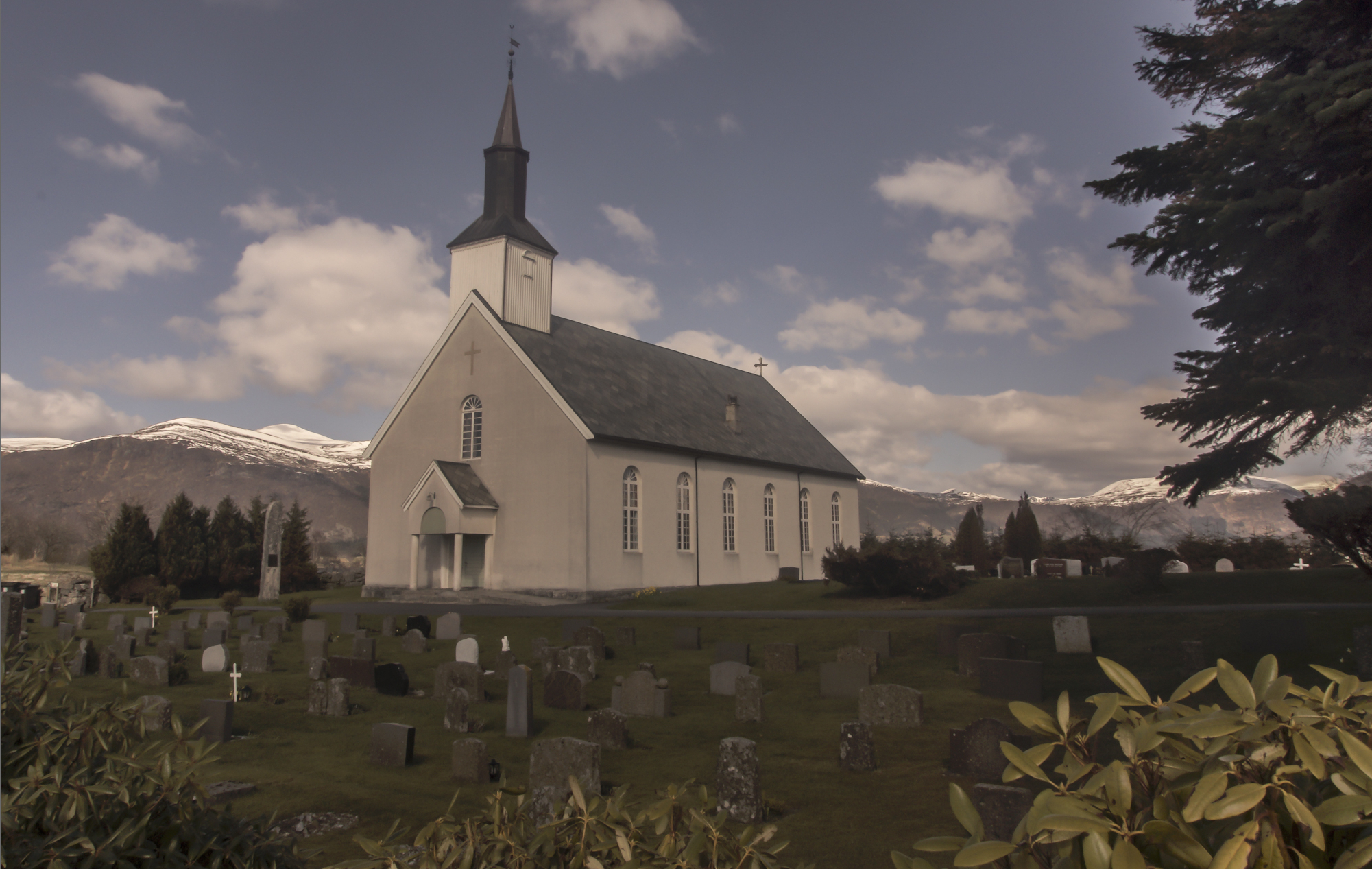
Vue de l’église de Vanylven à Slagnes

Slagnes est un village de Norvège, situé dans la municipalité de Vanylven, dans le comté de Møre og Romsdal. 

## Géographie
Slagnes est situé à 24 m d’altitude, à seulement 0,3 km de la mer. Slagnes est à proximité du quartier de Korsneset et du hameau de Vik. Le village est situé le long du Vanylvsfjord, à environ 4 kilomètres au nord du village d’Åheim. Slagnes est une petite péninsule qui se trouve à environ 3,5 kilomètres du centre municipal de Fiskåbygd, de l’autre côté du fjord.
L’église Saint Jetmund (en norvégien : St. Jetmund kyrkje) est située à 4 km au sud de Slagnes. Elle a été nommée d’après St. Jetmund, un saint catholique anglais qui est connu sous le nom de St. Edmund en anglais. Il était un roi médiéval d’Angleterre qui avait été à Åheim et (selon la légende) a fondé l’église. Il a été tué par les Vikings, et plus tard canonisé comme saint. L’église Saint Jetmund a été construite en 1150 et démolie en 1864, lorsqu’elle a été remplacée par l’église de Vanylven nouvellement construite à proximité de Slagnes. L’église paroissiale de Vanylven est dans le doyenné de Søre Sunnmøre, dans le diocèse de Møre. Elle a été construite en 1863 pour remplacer l’ancienne église Saint-Jetmund. Le nouvel emplacement à Slagnes a été choisi car il était entre les deux grands villages d’Åheim et Fiskåbygd. Les pierres de l’église Saint Jetmund ont été réutilisées dans d’autres bâtiments de la zone. En 1957, il a été décidé de reconstruire l’église Saint Jetmund sur ses anciennes fondations en utilisant les anciens plans. Beaucoup de pierres d’origine ont été récupérées et réutilisées dans la nouvelle église. La nouvelle église est maintenant un musée.
Slagnes est situé dans une vallée pittoresque, entourée de collines verdoyantes et de montagnes, et est connue pour sa beauté naturelle. Il est possible de faire des randonnées guidées dans les collines et les montagnes environnantes.
Slagnes a une population de 148 habitants en 2021

## Transports et industrie
Situé dans une région dominée par l’agriculture, Slagnes n’a été atteint par le progrès qu’au XIXe siècle. Il y a d’abord eu la création d’une route maritime commerciale à partir de la seconde moitié des années 1800, avec des itinéraires entre Bergen et Ålesund, avec quelques escales entre Ålesund et le reste de Sunnmøre. Il y a eu de nombreuses fermetures et faillites, mais à partir de 1890 environ, la régularité était bonne. Il y avait une escale à Åheim, qui fut transférée à Maurstad, puis vint Eidså avant Slagnes, et Fiskå vers 1895. Il y avait de petites maisons sur le quai à Slagnes, Fiskå et Åheim, qui appartiennent désormais au patrimoine culturel. Lorsque les navires à vapeur arrivaient, les gens se rassemblaient sur le quai, qui devint le nouveau lieu de rendez-vous. Le quai était également agréable pour danser, lorsqu’il y avait un accordéon ou un gramophone. 
Une nouvelle loi routière de 1851 a conduit à beaucoup de construction de routes, mais la route de Vanylven n’était pas carrossable pour les voitures jusqu’aux années 1920. Le comté insista pour la construction d’une route Eidså-Fiskå, Slagnes-Åheim et Åheim-Maurstad. Il s’agissait de sécuriser le service postal. De nos jours, Slagnes est reliée à Ekreim et Vik par la route de comté 61 (Fylkesveg 61, en abégé FV61) dont l’entretien incombe au comté de Møre og Romsdal. 
L’essor de l’industrie était liées aux matières premières locales. Il y avait des usines de poisson dans plusieurs villages : Tunheim, Slagnes, Åheim et Fiskå. Il y avait aussi des usines d’huile de foie de morue à Slagnes (patrimoine culturel) et Fiskå. En dehors de Vanylven, l’industrie n’a vraiment commencé qu’après la Seconde Guerre mondiale, lorsque l’énergie électrique a été installée.